# 가와사키정 (가나가와현)
가와사키정(일본어: 川崎町)은 1889년 4월 1일부터 1924년 7월 1일까지 존재했던 일본 가나가와현 다치바나군의 정이다. 현재의 가와사키시 가와사키구 북부에 해당한다.

## 역사
- 가마쿠라 시대부터 남북조 시대 - 가와사키장에 속했다.
- 무로마치 시대부터 전국시대 - 가와사키 고에 속했다.
- 에도 시대 - 가와사키주쿠(구네자키정, 신주쿠정, 산코정, 고토로정), 호리노우치촌이 성립. 모두 막부령.
- 1868년 
  - 구력 6월 17일 - 가나가와부의 관할이 되었다.
  - 구력 9월 21일 - 가나가와부가 가나가와현으로 개칭되었다.
  - 가와사키주쿠가 가와사키역으로 개칭되었다.
- 1889년 4월 1일 - 정촌제 시행을 가와사키정 설치.
- 1912년 - 다마강의 양안을 정비하여 도쿄부 에바라군과의 경계를 다마강으로 성정, 에바라군 로쿠고촌의 일부를 편입.
- 1924년 7월 1일 - 다이시정, 미유키촌과 합병해 가와사키시를 신설, 가와사키정 폐지.
- 1972년 4월 1일 - 가와사키시가 정령지정도시로 지정되면서, 구 정역이 가와사키구가 됨.

## 교통

### 철도
- 철도성 (→ JR동일본)
  - 도카이도 본선
- 게이힌 전철 (게이힌 급행 전철)
  - 본선
  - 다이시선

## 교통

### 도로
- 게이힌 가도 국도 제15호선

## 참고 문헌
- 角川日本地名大辞典編纂委員会,『角川日本地名大辞典 神奈川県』1984, 角川書店